# Johns Island, Nunavut
Johns Island är en ö i Kanada.   Den ligger i sjön Lake Hazen i territoriet Nunavut, i den nordöstra delen av landet, 4 100 km norr om huvudstaden Ottawa.
Trakten runt Johns Island är nära nog obefolkad, med mindre än två invånare per kvadratkilometer.